# Indbruddet hos Skuespillerinden
Indbruddet hos Skuespillerinden (også kendt som Øjnene) er en dansk stum dramafilm fra 1912 produceret af Nordisk Films Kompagni og instrueret af Eduard Schnedler-Sørensen efter manuskript af Axel Garde og Christian Schrøder. Filmen har af gys og horror i scener, hvor den kvindelige hovedperson opdager, at hun er overvåget af filmens skurk, indbrudstyven.
Filmen havde premiere den 10. maj 1912 i Victoria-Teatret, hvor den blev vist sammen med For aabent Tæppe.  Filmen blev i  tysktalende lande distribueret som Die Augen, i engelsktalende lande som Those Eyes og i fransktalende lande som Les Yeux.

## Handling
En ung skuespillerinde bliver hentet af sin rige forlovede, der giver hende et dyrt smykke. Uden for huset kigger en indbrudstyv begærligt ind på smykket, som skuespillerinden beundrer. Da skuespillerinden med sin forlovede tager afsted til teatret for sin optræden lister tyven sig ind i huset. Men inde i huset hænger et portræt af skuespillerindens moder, og tyven føler, at øjnene følger ham på tyvetogtet. Irriteret skærer tyven øjnene ud af portrættet. Men i samme nu hører han skuespillerinden komme tilbage fra teatret.   Han kan ikke nå at komme ud, så han stiller sig bag portrættet, hvor han kan kigge ud gennem hullerne i billedet, hvor han har skåret moderens øjne ud. 
Skuespillerinden kommer ind i værelset med sin forlovede, men hun er træt og sender ham hurtigt væk, hvorefter hun er alene. Hun begynder at klæde sig af, men for pludselig øje på tyvens kniv, som ligger på bordet. Hun stivner af skræk, da hun fornemmer, at der er nogen i værelset. Hun ser moderens portræt og ser tyvens øjne, der bevæger sig og stirrer på hende. Hun bevarer fatningen og prøver at ringe, men hun har glemt sin forlovede nummer. Tyven kaster sig over hende, men hendes skrig ind i telefonrøret når hendes forlovede, der styrter ind i en bil, og som kommer lige tids nok til at redde skuespillerinden ud af forbryderens klør.

## Medvirkende
- Karen Lund - Frk. Balzac, skuespillerinde
- Adam Poulsen - Frk. Balzacs forlovede Prémieux, bankier
- Johannes Poulsen - Indbrudstyv
- Doris Langkilde